# Das Geheimnis einer Stunde (1925)
Das Geheimnis einer Stunde ist ein 1925 entstandener deutscher Detektivfilm der Filmreihe Stuart Webbs. Die Titelrolle spielt Ernst Reicher.

## Handlung
Stuart Webbs wird damit beauftragt, der Spur einer Reihe von Hoteleinbrüchen nachzugehen. Als plötzlich ein Mord in diesem Umfeld geschieht, nimmt der Fall für ihn an Brisanz zu. Webbs hat auch schon eine Idee, wer der Täter sein könnte. Ein Verwandlungskünstler hätte die Fähigkeiten, unbemerkt in jeden Raum ein- und wieder auszusteigen. Doch bedauerlicherweise hat genau dieser Verdächtige ein Alibi. Dann aber bekommt Stuart heraus, dass dieses Alibi gefälscht war, denn er hat sich im fraglichen Zeitraum von einer nicht minder wandelbaren Dame vertreten lassen. Webbs kann die Verhaftung des Bösewichts veranlassen.

## Produktionsnotizen
Das Geheimnis einer Stunde wurde im Frühherbst 1925 im Atelier von Geiselgasteig bei München gedreht. Der Film passierte die Zensur am 17. November 1925 und erhielt Jugendverbot. Die Uraufführung fand am 4. Februar 1926 im Berliner Kino "Schauburg" statt. Der sechsaktige Film besaß eine Länge von 1974 Metern.
Ludwig Reiber schuf die Bauten.

## Kritik
In Paimann’s Filmlisten ist zu lesen: „Das Sujet stellt zwar kein Novum dar, ist aber spannend gearbeitet, mit vielen humoristischen Szenen, die Regie konventionell aber flott, die Darstellung ebenso wie Aufmachung und Photographie zufriedenstellend, wenn auch letztere szenenweise klarer hätte sein können.“